# Hipgnosis

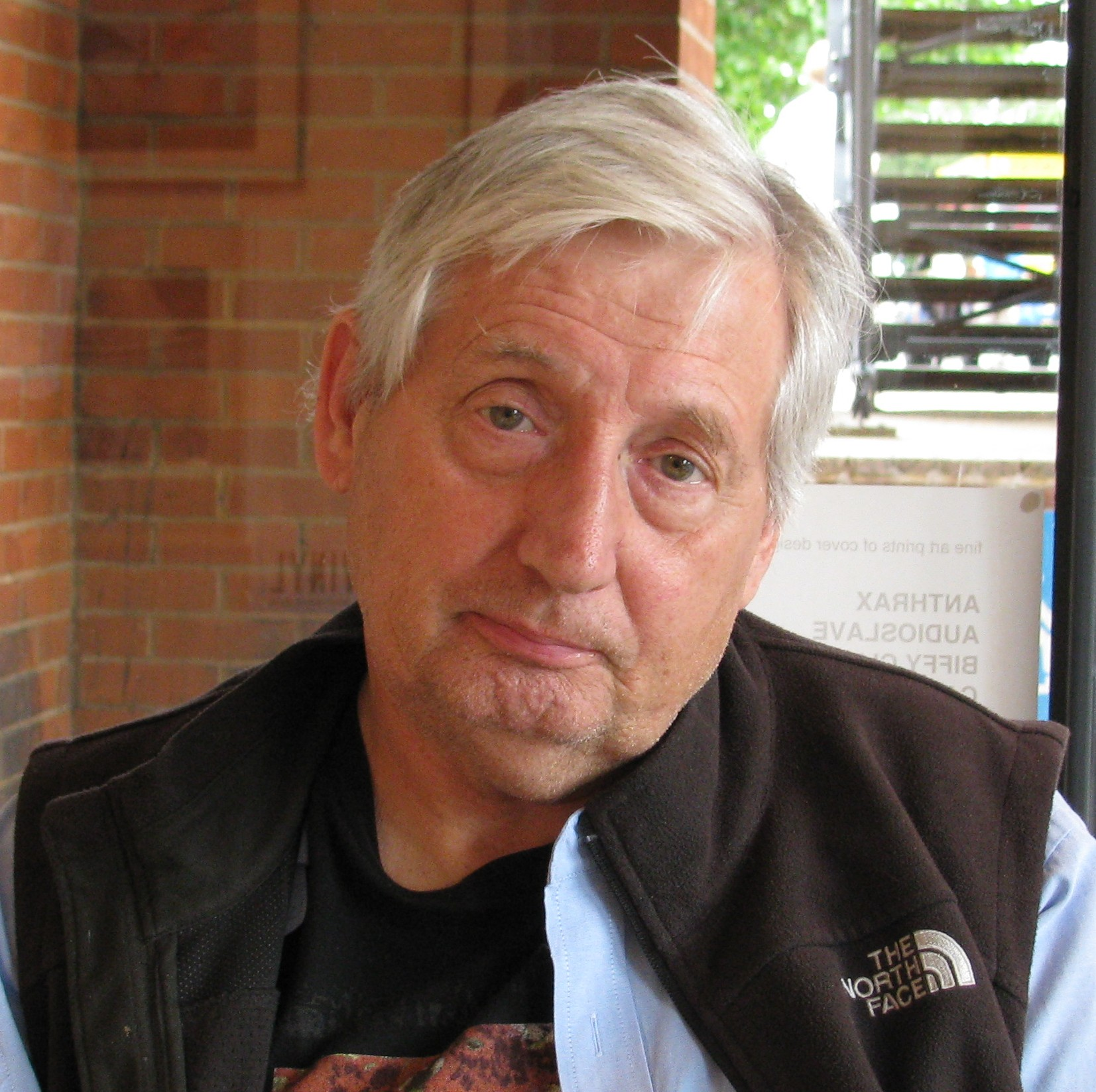
Hipgnosis-Gründer Storm Thorgerson im Jahr 2010

Hipgnosis war eine britische Grafikdesign-Agentur, die sich vor allem mit surrealen Plattencover für Pink Floyd, Led Zeppelin, Paul McCartney, Yes, Genesis, 10cc, Peter Gabriel, Bad Company, Emerson Lake & Palmer, Scorpions, Styx, Syd Barrett oder Black Sabbath einen Namen machte. Sie existierte von 1968 bis 1985.

## Geschichte
Die Agentur mit Sitz in London wurde von Storm Thorgerson und Aubrey Powell gegründet. Ihr Name „Hipgnosis“ soll einem Graffito entstammen, das Syd Barrett an der Wohnungstür von Powell und Thorgerson hinterlassen hatte. Sie befanden die Wort-Kombination aus „Hip“ (deutsch: „cool, angesagt“) und dem mystisch-religiösen „Gnosis“ als Wortspiel des Wortes „Hypnose“ zur Bezeichnung ihres künftigen Grafikstudios.
Die Agentur erstellte Schallplattencover für Pink Floyd, Led Zeppelin, Genesis und andere Künstler, die bei dem Plattenlabel Harvest unter Vertrag waren. Den Durchbruch erlebte Hipgnosis 1973 mit dem Album The Dark Side of the Moon; mit dem Lichtstrahl, der sich vor schwarzem Hintergrund in einem Prisma bricht. Die Motive der Agentur entstanden durch Collagen, Bastelarbeit, Mehrfachbelichtungen und chemische Versuche im Fotolabor. Erkennungsmerkmal und Haupt-Element der Covergestaltung waren zumeist surrealistisch inszenierte Fotografien. Als Inspirationsquelle dienten die Werke von René Magritte, Salvador Dali, Marcel Duchamp und Man Ray. 
Hipgnosis kreierte auch Alben-Cover, auf denen weder Fotos noch Namen der Bands noch Songtitel zu sehen waren. Meistens waren die Musiker selbst die Auftraggeber. Zu den Beschäftigten zählte ab 1974 auch der Fotograf Peter Christopherson, der später als Musiker bei Throbbing Gristle, Psychic TV und insbesondere Coil bekannt wurde.
1983 verließ Gründer Thorgerson das Unternehmen und arbeitete als selbständiger Künstler weiter. Mit dem Aufkommen von Musikvideos begann Hipgnosis im selben Jahr, Videoclips zu drehen. Und mit dem Aufkommen der CDs verebbte die Nachfrage nach außergewöhnlichen Arbeiten, 1985 wurde das Unternehmen aufgelöst.
Vor allem in den 1970er Jahren setzte Hipgnosis Maßstäbe bei der innovativen Gestaltung des Erscheinungsbilds von Rock- und vor allem Artrock-Alben, die hier zu einer eigenen Kunstform erhoben wurde. Dieses Verdienst wirkt in Kompendien und Rock-Lexika bis heute nach.

## Cover-Designs
Zu den von Hipgnosis gestalteten Covers zählen unter anderem:
| - A Saucerful of Secrets, Pink Floyd, 1968 - Ummagumma, Pink Floyd, 1969 - Horizons, The Greatest Show on Earth, 1970 - Cochise, Cochise, 1970 - The Madcap Laughs, Syd Barrett, 1970 - Atom Heart Mother, Pink Floyd, 1970 - Toe Fat, Toe Fat, 1970 - Five Bridges, The Nice, 1970 - Electric Light Orchestra, No Answer (US), Electric Light Orchestra, 1971 - Meddle, Pink Floyd, 1971 - Electric Warrior, T. Rex, 1971 - Elegy, The Nice, 1971 - Tightly Knit, Climax Blues Band 1971 - Obscured by Clouds, Pink Floyd, 1972 - Prologue, Renaissance, 1972 - Trilogy, Emerson, Lake and Palmer, 1972 - Argus, Wishbone Ash, 1972 - Houses of the Holy, Led Zeppelin, 1973 - The Dark Side of the Moon, Pink Floyd, 1973 - Bad Co, Bad Company, 1974 - Past, Present and Future, Al Stewart, 1974 - The Lamb Lies Down On Broadway, Genesis, 1974 - Thunderbox, Humble Pie, 1974 - Poetry in Lotion, Fumble, 1974 - A Nice Pair, Pink Floyd, 1974 - Phenomenon, UFO, 1974 - Venus and Mars, Wings, 1975 (nur Innencover) | - Unorthodox Behaviour, Brand X, 1975 - Wish You Were Here, Pink Floyd, 1975 - Force It, UFO, 1975 - The Original Soundtrack, 10cc, 1975 - Modern Times, Al Stewart, 1975 - Savage Eye, The Pretty Things, 1975 - Cunning Stunts, Caravan, 1975 - Presence, Led Zeppelin, 1976 - Dirty Deeds Done Dirt Cheap, AC/DC, 1976 - Technical Ecstasy, Black Sabbath, 1976 - Tales of Mystery and Imagination, The Alan Parsons Project, 1976 - A Trick of the Tail, Genesis, 1976 - Jump On It, Montrose, 1976 - Year of the Cat, Al Stewart, 1976 - How Dare You!, 10cc, 1976 - I Robot, The Alan Parsons Project, 1976 - Moroccan Roll, Brand X, 1977 - I, Peter Gabriel, 1977 - Wind & Wuthering, Genesis, 1977 - Sammy Hagar, Sammy Hagar, 1977 - Going for the One, Yes, 1977 - Quark, Strangeness and Charm, Hawkwind, 1977 - Animals, Pink Floyd, 1977 - Deceptive Bends, 10CC, 1977 - Cords, Synergy, 1978 - And Then There Were Three, Genesis, 1978 | - Pyramid, The Alan Parsons Project, 1978 - Never Say Die!, Black Sabbath, 1978 - II, Peter Gabriel, 1978 - Wet Dream, Richard Wright, 1978 - Pieces of Eight, Styx, 1978 - Tormato, Yes, 1978 - Bloody Tourists, 10cc, 1978 - Time Passages, Al Stewart, 1978 - Back to the Bars, Todd Rundgren, 1978 - David Gilmour, David Gilmour, 1978 - Desolation Angels, Bad Company, 1979 - Correlations, Ashra, 1979 - Eve, The Alan Parsons Project, 1979 - In Through the Out Door, Led Zeppelin 1979 - Live Herald, Steve Hillage, 1979 - Lovedrive, Scorpions, 1979 - Freeze Frame, Godley & Creme, 1979 - Danger Money, UK, 1979 - The Michael Schenker Group, The Michael Schenker Group (MSG), 1980 - Animal Magnetism, Scorpions, 1980 - III, Peter Gabriel, 1980 - Difficult to Cure, Rainbow, 1980 - Do They Hurt, Brand X, 1980 - Nip in the Bud, Herman Rarebell, 1981 - Fun in Space, Roger Taylor, 1981 - A Collection of Great Dance Songs, Pink Floyd, 1981 - Sakuban oai shimasho, Yumi Matsutoya, 1981 - Tug of War, Paul McCartney, 1982 - Eye in the Sky, The Alan Parsons Project, 1982 |

## Filme
- Squaring the Circle (The Story of Hipgnosis). Dokumentation, Vereinigtes Königreich, 2022, 101 Min., Regie: Anton Corbijn.

## Ausstellungen
2024: Hipgnosis. Breathe. Album Cover Art und Photo Design by Aubrey Powell and Storm Thorgerson. Ludwiggalerie Schloss Oberhausen.